# Catedral de Santa María (Aberdeen)
La Catedral de Nuestra Señora de la Asunción (del inglés: Cathedral Church of St Mary of the Assumption), conocida localmente como Catedral de Nuestra Señora o Catedral de Santa María (St Mary's Cathedral) es una catedral católica ubicada en Aberdeen y principal iglesia de la Diócesis de Aberdeen.
La catedral, bajo la advocación de Nuestra Señora de la Asunción, y de arquitectura neogótica, fue diseñada por Alexander John Ellis y abierta en 1860, y se le añadieron las campanas y agujas por R.G. Wilson entre 1876 y 1877.